# Keleti kereszténység
A keleti kereszténység olyan keresztény hagyományt és egyházakat foglal magába, amelyek a késő ókortól, a római egyházon kívül, a keresztény mediterrán térség keleti régióiban alakultak ki. Ezt az általános kifejezést vagy gyűjtőfogalmat általában szembeállítják az Európa nyugati felén kialakult ún. nyugati kereszténységgel.
A keleti keresztényeknek van egy közös hagyománya, de a kereszténység évszázadai során az irányzataik szétváltak a krisztológiáról és a teológiáról szóló vitákban.
Így ma a kifejezés olyan különböző teológiájú egyházakat takar, melyek három fő csoportba oszthatók: 
- ókeleti egyházak,
- ortodox egyházak,
- keleti katolikus egyházak.

Ezeken túl a keleti protestáns kereszténységet  is ide sorolják, (nem a protestantizmusba), amelyek a nyugati világon kívül, az újkorban, de főleg a 19. század második felétől alakultak ki, és amelyek megtartják a keleti kereszténység bizonyos elemeit.
Híveik zömmel Kelet-Európában, így Görögországban, Szerbiában, Romániában, Bulgáriában, Oroszországban, továbbá Grúziában, Örményországban, Kis-Ázsiában, a Közel-Keleten, Északkelet-Afrikában és Dél-Indiában élnek.
A keleti keresztény egyházak kifejezés nem azonos a gyakran használt keleti egyház vagy keleti keresztény egyház kifejezéssel, amely a katolikus egyházon belül, a görögkatolikus vagy más, a pápát és a katolikus teológiát elfogadó unitus katolikus részegyházak összefoglaló neve.

## Ókeleti egyházak
Több, legalább hét egymástól teljesen független egyház tartozik ide. Ezek két fő ágra oszthatók:
- Asszír keleti egyház
Az első két egyetemes zsinatot elismerő keresztények csoportja, amelynek önálló identitása 431-től kezdődik. Magukat a legrégibb keresztény egyháznak tartják.
- Antikhalkedóni egyházak
Az első három egyetemes zsinatot elismerő egyházak, amelyek önálló identitása 451-től kezdődik. Valamennyi idetartozó egyház „ortodoxnak” nevezi magát, ennek ellenére nem soroljuk őket az ortodox egyházak közé.

## Ortodox egyház
Az orthodox egyház történelmi egyházai magukra mindig is ortodoxokként tekintettek. Az 1054-es nagy egyházszakadást követően a római egyház saját magát katolikusnak nevezi. Az orthodoxok hét egyetemes zsinatot ismernek el, egymással eucharisztikus és hit egységben vannak. Az ortodox hit szerint Krisztus alapította az Ortodox Egyházat, amely őrzi ma is az igaz hitet. Jelenleg tizenöt önálló (autokefál) egyház tartozik ide.

## Keleti katolikus egyházak
A keleti katolikus egyházak vagy röviden keleti egyházak vagy unitus egyházak a katolikus egyház nem-latin rítusú részegyházai, amelyek a római központú latin rítusú katolikus egyházzal (nyugati egyház) egyesültek. Az unitus (néha uniátus) szó jelentése: „egyesült”. Többségük az ortodox és ókeleti egyházakból politikai okokból vagy a katolikus egyház misszionáriusi tevékenysége hatására kiszakadt többnyire kis létszámú csoportok. Elterjedt magyar elnevezésük "görögkatolikus", amely azonban nem pontos az összes unitus egyházra, mivel jelentős részük sosem volt görög (bizánci) rítusú.

## Keleti protestáns kereszténység
Általában nem hivatkoznak rájuk protestánsként, mert nincs történelmi kapcsolatuk a reformációval és általában hiányzik belőlük a klasszikus protestáns teológia.
Ide tartoznak például az orosz  "szellemi kereszténység" mozgalom ágai is.

## Liturgia
A keleti egyházak (a nem liturgikus különálló közösségek kivételével) egyenként több liturgikus család keleti rítusainak valamelyikébe tartoznak:
- Alexandriai rítus
- Antiókhiai rítus
  - Nyugat-szír rítus
  - Kelet-szír rítus
- Bizánci rítus, a legtöbb ortodox és tizenhét keleti katolikus egyház liturgikus szertartása
- Örmény rítus